# Careproctus aciculipunctatus
Careproctus aciculipunctatus is een straalvinnige vissensoort uit de familie van snotolven (Cyclopteridae). De wetenschappelijke naam van de soort is voor het eerst geldig gepubliceerd in 1997 door Andriashev & Chernova.